# Свечки (Молодечненский район)
Свечки (бел. Све́чкі) — деревня в составе Молодечненского района Минской области Беларуси. Входит в состав Красненского сельсовета.

## География
Расположена в западной части Минской области, в 27 км от Молодечно, в 51 км от Минска.

## История
В XIX веке деревня — центр одноименного имения в Вилейском уезде Виленской губернии Российской империи, собственность помещиков Куровских. Во второй половине XIX века деревня в Красносельской волости Вилейского уезда Виленской губернии. В 1857 году в имении 22 крестьянские души. После отмены крепостного права (1861) деревня в Улановщинской сельской общине. В начале XX века 130 десятин земли. Рядом располагалось одноименное имение помещика Куровского. 
Советская власть провозглашена в ноябре 1917 года. С февраля по декабрь 1918 года деревня оккупирована войсками Германии. 25 марта 1918 года территория провозглашалась частью Белорусской Народной Республики. С декабря 1918 года восстановлена советская власть, с 1 января 1919 года территория в составе БССР, с 27 февраля 1919 года — в ЛитБел ССР. Во время польско-советской войны с июля 1919 года по июль 1920 года и с октября 1920 года занята польскими войсками.
С 1921 года в составе Польской Республики, принадлежала к Виленскому воеводству, Вилейскому повету, гмине Красное. С 1927 года в Молодечненском уезде. 
С 1939 года в БССР, с 12 октября 1940 года в Улановщинском сельсовете Радошковичского района Вилейской области. В Великую Отечественную войну с конца июня 1941 года до начала июля 1944 года оккупирована нацистами, которые погубили 2 жителей, 8 вывезли в Германию на принудительные работы; 4 сельчане погибли на фронте. С 20 сентября 1944 года в Молодечненской области. С 16 июля 1954 года в Красненском сельсовете, с 20 января 1960 года в Молодечненском районе Минской области. В 1965 году на могиле жертв фашизма, погибших в Великую Отечественную войну, поставлен обелиск.
В 1921 году здесь было 93 жителей. В 1931 году здесь было 105 жителей
Близ д. Свечки 4 апреля 1863 года погиб в бою Юлиан Бакшанский, белорусский повстанец, участник освободительного движения и польского восстания 1863 года, публицист.

## Население
- 1800 год — 52 жителей, 10 дворов
- 1866 год — 36 жителей, 5 дворов
- 1904 год — 71 житель
- 1921 год — 93 жителя, 15 дворов
- 1931 год — 105 жителей, 17 дворов
- 1969 год — 115 жителей, 41 двор.
- 2001 год — 24 жителя, 16 хозяйств
- 2010 год — 10 жителей, 7 хозяйств

## Достопримечательность
В 1965 году на могиле жертв фашизма, погибших в Великую Отечественную войну, поставлен обелиск.